# Comuna Dolînne, Bahciîsarai
Dolînne (în ucraineană Долинне) este o comună în raionul Bahciîsarai, Republica Autonomă Crimeea, Ucraina, formată din satele Dolînne (reședința), Furmanivka și Novenke.

## Demografie
Componența lingvistică a comunei Dolînne
     Rusă (55,63%)
     Tătară crimeeană (29,97%)
     Ucraineană (12,7%)
     Alte limbi (0,57%)
Conform recensământului din 2001, majoritatea populației comunei Dolînne era vorbitoare de rusă (55,63%), existând în minoritate și vorbitori de tătară crimeeană (29,97%) și ucraineană (12,7%).